# Miss Internacional 1997
Miss Internacional 1997, la 37.ª edición del concurso Miss Internacional, se llevó a cabo en Kyoto Kaikan First Hall, en Kioto (Japón) el 20 de septiembre de 1997.
Candidatas de cuarenta y dos países y territorios compitieron por el título. 
Al final del evento Fernanda Alves (Miss Internacional 1996), de Portugal, coronó a Consuelo Adler, de Venezuela, como su sucesora.

## Resultados
| Resultados finales      | Concursante |
| ----------------------- | --- |
| Miss Internacional 1997 | - Venezuela - Consuelo Adler |
| 1° Finalista            | - India - Diya Abraham |
| 2° Finalista            | - Francia - Marie Pauline Borg |
| Semifinalistas (Top 15) | - Brasil - Valeria Bӧhm - Colombia - Ingrid Nader - Corea - Kim Ryang-hee - España - Isabel Gil - Filipinas - Susan Jane Ritter - Israel - Lital Shapira - Japón - Sayuri Seki - Perú - Ana Virginia Matallana - Polonia - Agnieszka Myko - Puerto Rico - Ymak Fagundo - Túnez - Hajer Radhouene - Turquía - Burcu Esmersoy |

### Premios Especiales
- Miss Simpatía:  Turquía - Burcu Esmersoy
- Miss Fotogénica:  Venezuela - Consuelo Adler
- Traje Nacional:  Brasil - Valeria Bӧhm

## Relevancia histórica del Miss Internacional 1997
- Venezuela gana Miss Internacional por segunda ocasión.
- India obtiene el puesto de Primera Finalista por segunda vez (la primera ocasión fue en 1960).
- Francia obtiene el puesto de Segunda Finalista por primera vez.
- Colombia, Corea, España, Filipinas, Japón, Túnez, Turquía y Venezuela repiten clasificación a semifinales.
- Colombia y Corea clasifican por séptimo año consecutivo.
- Venezuela clasifica por sexto año consecutivo.
- Japón clasifica por quinto año consecutivo.
- España y Filipinas clasifican por cuarto año consecutivo.
- Turquía clasifica por tercer año consecutivo.
- Túnez clasifica por segundo año consecutivo.
- Brasil y Francia clasificaron por última vez en 1995.
- Israel clasificó por última vez en 1994.
- India y Polonia clasificaron por última vez en 1993.
- Puerto Rico clasificó por última vez en 1992.
- Perú clasificó por última vez en 1988.
- Grecia rompe una racha de clasificaciones que mantenía desde 1994.
- En esta edición clasificaron igual número de representantes a semifinales por parte de América y Asia con cinco semifinalistas cada uno. No obstante, sólo India y Venezuela llegaron a la final.
- Ninguna nación de Oceanía clasificó a la ronda de semifinales.

## Candidatas
42 candidatas de todo el mundo participaron en este certamen:
| - Alemania - Manuela Breer - Argentina - Nadia Jimena Cerri - Aruba - Louisette Mariela Vlinder - Australia - Nadine Therese Bennett - Bolivia - Fabiana Nieva Caso - Brasil - Valéria Cristina Böhm - Chile - Andrea Molina Oliva - Colombia - Ingrid Katherine Náder Haupt - Corea - Kim Ryang-hee - Curazao - Jadira Suleika Bislick - España - Isabel Gil Gambín - Estados Unidos - Tanya Lorraine Miller - Filipinas - Susan Jane Juan Ritter - Finlandia - Maria Hannele Hietanen - Francia - Marie Pauline Borg - Gran Bretaña - Rachael Liza Warner - Grecia - Vanessa Stavrou - Guatemala - Glenda Irasema Cifuentes Ruíz - Hawái - Christina Pei Jung Lin - Honduras - Jennifer Elizabeth Parson Campbell - Hong Kong - Charmaine Sheh - India - Diya Abraham | - Israel - Lital Pnina Shapira - Japón - Sayuri Seki - Líbano - Nisrine Sami Nasr - Macedonia del Norte - Andrijana Acoska - Malta - Ramona Bonnici - Marianas del Norte - Maria Theresa Falalimpa Acosta - México - Marisol Alonso González - Paraguay - Martha Graciela Maldonado - Perú - Ana Virginia Matallana Illich - Polonia - Agnieszka Beata Myko - Portugal - Lara Kátia Fonseca - Puerto Rico - Ymak Farrah Fagundo Soto - República Checa - Gabriela Justinová - República Dominicana - Elsa María Peña Rodríguez - República Eslovaca - Monika Coculová - Rusia - Victoria Vladimirovna Maloivan - Singapur - Joey Chin Chin Chan - Túnez - Hajer Radhouene - Turquía - Kamile Burcu Esmersoy - Ucrania - Julia Vladimirovna Zharkova - Venezuela - Consuelo Adler Hernández |

### No concretaron su participación
- Panamá - Norma Elida Pérez Rodríguez

## Crossovers
Miss Mundo
- 1995:  Líbano - Nisrine Sami Nasr
- 1996:  Gran Bretaña - Rachael Warner
- 1998:  Guatemala - Glenda Cifuentes

Miss Europa
- 1995:  Gran Bretaña - Rachael Warner